# Blues Magoos
Os Blues Magoos foram uma banda musical formada em 1964 no Bronx em Nova Iorque. Seu primeiro nome foi "The Trenchcoats".
A banda foi criada em meio a que resposta a Invasão Britânica e em seus sucessos estava a música (We ain´t got) nothing yet.
Imagine um jardim num cenário impossível, como Marte por exemplo. Estranho, mas caracteriza muito bem a presença dos Blues Magoos no meio onde surgiram. O quinteto, formado em 1964 sob a alcunha de Bloos Magoos, era composto por Ralph Scala (teclado), Ronald Gilbert (baixo), o jovem (de 16 anos) Emil "Peppy Castro" Thielheim (guitarra), Mike Esposito (guitarra-base) e Geoff Daking (bateria).
Nesse formato, o grupo que surgiu querendo fazer folk-rock lançou, em 1966, o álbum Psychedelic Lollipop. Como o próprio título sugere, o disco afunda valendo na psicodelia. Até aí nada muito anormal, acontece que se está falando de uma banda de Nova York! Os Blues Magoos produziam com perfeição tudo aquilo viria caracterizar o efervescente cenário cultural californiano, ou seja, do outro lado do continente. Mesmo separados por milhares de quilômetros, os nova-iorquinos estavam em total sintonia com o que se fazia na costa oeste. A prova disso era que em 1966 eles já esboçavam parte daquilo que iria consagrar o pessoal lá do lado do Pacífico a partir de 1967.
Por tudo isso, o disco de estréia dos Blues Magoos é considerado um clássico na história do rock. Para perceber como eles destoavam do seu meio, basta lembrar que o Velvet Underground, surgido na mesma Nova York e no mesmo período, imortalizou uma imagem sombria, pesada e podre daquela cidade. Porém, os autores de Psychedelic Lollipop viviam em Greenwich Village, bairro que se tornou célebre por abrigar incontáveis artistas. Críticos, pintores, escritores e toda a nata intelectual do lugar declarava-se admiradora da banda. Os cartazes de shows anunciavam que o grupo não tocava "música convecional". E mesmo com o aviso, muitos saíam chocados após assitir um show.
O álbum de estréia foi impulsionado por um hit milionário, (We Ain’t Got) Nothin’ Yet, que teve o refrão roubado, posteriormente, pelo Deep Purple em Black Night. A capa do disco já mostrava claramente o caráter lisérgico da música feita pelo grupo. Mesmo de predominância psicodélica, a banda tinham uma sonoridade bem garageira. Registraram ainda, nesse primeiro trabalho, números de rhythm & blues e covers, como I’ll Go Crazy de James Brown e uma versão monstruosa para a clássica Tobacco Road. Entre as composições próprias, destaque para a empolgante Gotta Get Away e One By One. Ainda, na categoria pequenas curiosidades do mundo do rock, tem-se a gravação de Queen of my Nights (dos Nashville Teens, de 1964) que iria inspirar o sucesso Love Is All Around dos Troggs, em 1968.
Em 1967, lançam Electric Comic Book. Apesar de não ter se tornado um clássico do rock como Psychedelic Lollipop, esse segundo trabalho é, sem dúvida, o auge do Blues Magoos. Trata-se de um digno representante da psicodelia sessentista, com a banda esbanjando criatividade. Pipe Dream e There’s A Chance We Can Make It foram sucessos. Gloria, cover de Van Morrison, é o momento embalado do disco, que encerra com o grupo executando That’s All Folks, vinheta de encerramento dos desenhos do Pernalonga ("Isto é tudo pessoal"). Apesar de ter vendido muito bem, o disco não se manteve seis meses nas paradas como o seu antecessor.
No ano seguinte, a banda aparece com Basic Blues Magoos. Esse seria seu último disco pela Mercury. Com ele, tiveram diversos sucessos menores, mas sem emplacar nenhum hit grandioso. A pouca repercussão desse trabalho, aliado à tensões internas, resultou na separação do grupo. Porém, Peppy Castro resolveu manter o nome da banda e, com uma formação totalmente diferente (Eric Kaz, Richie Dickon, Roger Eaton e John Liello), conseguiu assinar uma contrato com a ABC Records. O resultado foi desastroso, sendo lançados dois disco de blues-rock que foram considerados medíocres pela crítica: Never Goin’ Back to Georgia (1969) e Gulf Coast Bound (1970). Assim, seguiram juntos até 1972, sem sucesso, quando anunciaram o fim do grupo.
Apesar de alguns integrantes terem continuado envolvidos com música, nunca mais atingiram o sucesso novamente. Peppy Castro participou de bandas menores, como Barnaby Bye (folk-rock), Wiggy Bits e Balance, mas com exceção de um single de relativo sucesso em 1981, não se envolveu em mais nada significativo. Ficou no ostracismo, compondo e produzindo jingles para comerciais.
Apenas em 1992 seria lançado um novo disco da banda, a coletânea Kaleidoscope Compendium, com 23 faixas. Pela primeira vez músicas dos Blues Magoos eram lançadas em CD. Depois disso, somente em 1995 uma edição alemã (difícil de se adquirir) de Psychedelic Lollipop apareceu no mercado. E, por fim, em 1999 a Collectables Records, especializada em raridades, lançou os dois primeiros LPs da banda em um único CD. Empolgados com esse fato, a formação original chegou a se reunir para alguns shows no ano 2000. Restam os três últimos discos do grupo (de menor importância, é verdade), os singles e seus lados-B raros que nunca apareceram no formato digital. E provavelmente nunca serão relançados. Sorte de quem tem... e azar da maioria.